# Raksirang
Raksirang (en népalais : राक्सिराङ) est une municipalité rurale du Népal, située dans le district de Makwanpur, de la province de Bagmati. Au recensement de 2011, elle comptait 26 192 habitants.
La municipalité est créée lors de la réorganisation administrative du 10 mars 2017. Elle regroupe les anciens comités de développement villageois de Kankada, Khairang, Raksirang et Sarikhet Palase.